# Святой Георгий (икона из Мариуполя)

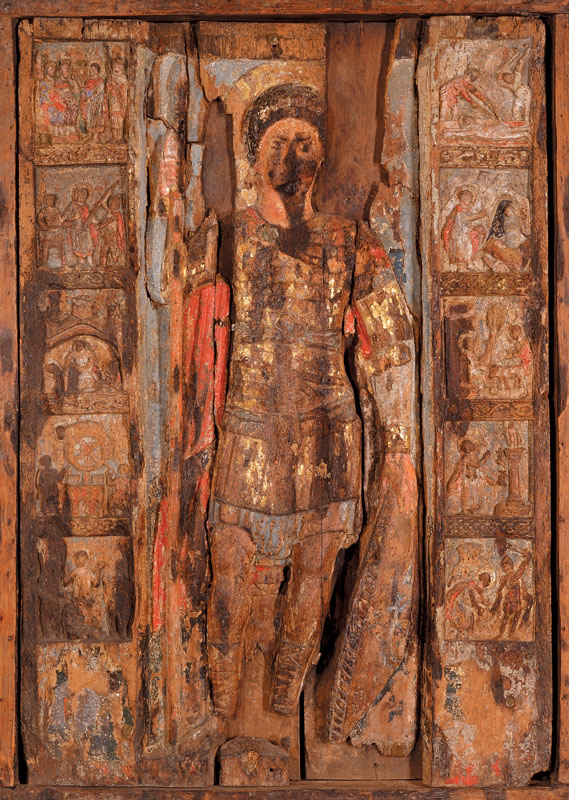
Святой Георгий с житием. XII век

«Святой Георгий с житием» — деревянная рельефная икона византийского происхождения, которую датируют серединой XI века. Представляет полихромную, отчасти позолоченную фигуру стоящего великомученика Георгия, по бокам от которой в киоте размером 107х82х7,5 см помещён усечённый цикл из десяти сюжетов жития святого.
В XIX веке рельеф «Святой Георгий» почитался в качестве одной из главных святынь Харлампиевского храма города Мариуполя. Его привезли в Приазовье выселенные в 1778—1779 годах из Крыма греки — основатели Мариуполя. Предание связывало икону св. Георгия с древним Георгиевским монастырём на Фиоленте.
В 1891 году во время торжеств по поводу тысячелетия таврического христианства икону привезли в Севастополь. С образа сняли серебряный оклад, однако исследовать рельеф оказалось затруднительным ввиду его крайней ветхости и мастичного восполнения многих утрат. После закрытия Харлампиевской церкви большевиками греческие древности передали в Мариупольский историко-краеведческий музей.
Внимание научного сообщества к рельефу привлекла уже в послевоенное время искусствовед Л. С. Миляева. В 1965—1970 годах «Святой Георгий» был скрупулёзно отреставрирован в мастерской Русского музея под руководством Н. В. Перцева, после чего поступил на постоянное хранение в Национальный художественный музей Украины.